# 淚已流乾
〈淚已流乾〉（英語："No Tears Left to Cry"，显示风格全小写）是美国歌手爱莉安娜·格兰德的歌曲，收录于她的第四张录音室专辑《甜到翻》，作为专辑的首发主打单曲，联众唱片于2018年4月20日与音乐视频同时发行。歌曲由爱莉安娜、沙凡·科提查以及制作人马克斯·马丁和伊利亚共同创作。歌曲是一首带有英式车库节奏的迪斯科流行舞曲。
〈淚已流乾〉空降美国《公告牌》百强榜第三位，刷新了爱莉安娜是唯一一位所有先行主打单曲空降排行榜十强的艺人的纪录，也是她的第三首夺冠主流四十强电台榜的歌曲。全球排行榜中，歌曲夺冠澳大利亚、匈牙利、爱尔兰、马来西亚、挪威、葡萄牙、新加坡和斯洛伐克， 并在包括加拿大、丹麦、德国、法国、芬兰、意大利、拉脱维亚、荷兰、新西兰、西班牙、瑞典、瑞士和英国的其他区域拿下十强。歌曲被选入游戏《舞力全开2019》，还获得了2018年MTV音乐视频大奖的“最佳流行音乐”奖。

## 背景和发行
2017年危险女人巡回演唱会期间发生的曼彻斯特竞技场爆炸，影响到了爱莉安娜·格兰德的情绪，相比录制新曲她更愿去陪伴亲人。在2017年年末她回到录音室，与沙凡·科提查、制作人马克斯·马丁和伊利亚共同写下〈淚已流乾〉这首歌曲。对于歌曲，爱莉安娜说她希望歌曲能带来光明和慰藉，“但也让你想喜跃抃舞，过上最美好的生活。”
最初杂志《综艺》于2018年4月8日报道歌曲将在2018年4月27日发行。爱莉安娜开始在社交媒体上发布💧绘文字以及写作“ʎɹɔ oʇ ʇɟǝl sɹɐǝʇ ou”歌名的预告。歌名出现在美国各地的看板上宣传，爱莉安娜、她的哥哥弗兰基和她的前男友麥克·米勒也身穿印有歌名的灰色运动衫现身于社交媒体。一场倾听派对也在伦敦举行。歌曲于北美东部时区的2018年4月20日午夜播出，作为爱莉安娜即将发行的四专《甜到翻》的先行主打单曲，第二天，同款灰色运动衫上架爱莉安娜的官网上，并捆绑歌曲的数字副本。〈淚已流乾〉于2017年4月23日被派送至热门成人当代电台，次日送至节奏当代和当代流行电台。

## 作曲
〈淚已流乾〉是一首带有英式车库和迪斯科节奏的流行舞曲和迪斯科歌曲。歌曲以[[拍號|
拍]]下的A小调谱写，速度为 每分钟122拍。歌曲的副歌部分以Am–G–F–Am–G–F–C–Dm–Am–C的和弦进行式为基础，同时主歌以A(add2)–F(add2)–G(add2)的顺序进行。爱莉安娜在這首歌的音域从G3延伸至G5。

## 乐评
《卫报》的劳拉·斯内普给了这首歌五星的四星评价，她发现这首歌和亞莉安娜的One Love Manchester音乐会一样，都有着"激励着流行乐和人们心中最愉悦、最无畏的欢庆之一"的性质。 在《新音乐快递》中，尼克·赖利对这首歌里“极具传染力”的高潮部分给出了赞扬，汉娜·梅里亚则认为这是具有着一种欣快感，并总结道：“用希望和迪斯科来化解仇恨和灾难，〈淚已流乾〉是一首凯旋之歌。” 《Pitchfork》的梅根·加伟说到“非常棒的结果，掀起了千禧年的变革，受福音音乐鼓舞的人声起头革新，传递出格兰德比其他任何流行乐同行更为出色的信息。”安德鲁·温特贝格在《告示牌》的点评中写道这是一首“越听越入耳，初次听不会完全感受到真谛”的歌曲。 《综艺》的克里斯·威尔曼称其为“最有活力、最适合跳舞的创后恢复性颂歌。”但补充“它可能无缘马克斯·马丁的名歌堂。”

## 商业情况
在美国，〈淚已流乾〉在《告示牌》百强单曲榜上排名第三，一周内取得3690万的流媒体播放量、10万份的实体销量和2700万的电台点播量。这是亞莉安娜进入榜单前十、以及排名最高（与2014年单曲〈大麻烦〉并列）的第九张单曲。该曲是她第六张首单榜单前十, 因此与Lady Gaga与蕾哈娜并列于最多榜上前十名的首单。
〈淚已流乾〉在澳大利亚唱片业协会榜上排名第一，成为亞莉安娜在澳大利亚第一张排名第一、第六张排名第十的单曲。 在英國單曲排行榜上，该曲以第一周内74,290销量的成绩排名第二，被凱文·哈里斯和杜娃·黎波的歌曲〈One Kiss〉截胡。 位于欧洲地区，〈淚已流乾〉在爱尔兰和挪威的排行榜中位居第一， 在奥地利、德国、荷兰（Single Top 100）和瑞士位居前五位，并在比利时（佛蘭德），丹麦，芬兰，意大利，西班牙和瑞典位居前十。

## 音樂錄影帶

### 背景和评价
该音乐錄影帶導演為戴夫．梅耶斯。在Vevo上于2018年4月20日凌晨首发。  《公告牌》的汕特·哈尼科特称其为“一个美丽的，令人心动的音樂錄影帶”，并引用了迈耶斯的话：“The concept we wanted to explore was the disorientation that you go through in life and the quest we all go through to kind of find the ground again.”该音樂錄影帶已超过6000万次的观看， 并刷新了之前由〈Focus〉保持的亞莉安娜發表第一周内观看次数最多的影片的个人记录。亞莉安娜在Instagram上透露出该音樂錄影帶的片段，配上“ʎɹɔ oʇ ʇɟǝl sɹɐǝʇ ou.”的描述。 亞莉安娜在推文中说到：
“[T]hank you from the bottom of my heart, i have no idea where to start or what to say. i'm so unimaginably grateful for your love, warmth and kindness. i hope this song brings you light and comfort but also makes you wanna dance and live ya best life! i am so excited for this new chapter with you all. thank you for this beautiful start.”

### 概要

亞莉安娜在天花板上倒着行走

音乐视频在一个极像纽约的城市中开始，然后镜头切到躺在墙一侧的亞莉安娜，她起身后，沿着墙面反重力地走在对面的墙一侧， 然后她从墙面上掉进一大堆LED灯池里。然后镜头切到她在楼梯上，背景里的城市和她一样倒挂在空中。 下一个镜头是格兰德穿着白底黑波尔卡点连衣裙并拿着一把雨伞跳舞，当她走向酒店屋顶上的舞者时，她的伞从她手上吹走。然后镜头切到有亞莉安娜的脸部和的嘴唇特写的万花筒画面。 然后镜头切到亞莉安娜坐在镜子前的地板上，她从头上取下她的脸部，然后切到亞莉安娜在屋顶上唱歌的镜头，旁边有舞蹈演员带着雨伞跳舞。视频末尾是亞莉安娜坐在草地上和她的狗（图卢兹）看着日落，然后以这只狗抓住了亞莉安娜抛出的飞盘后收尾。

## 现场表演
亞莉安娜在2018年4月20日的科切拉音乐节联合凱戈首次演唱该曲。2018年5月1日，她来到《今夜秀》上进行了首次电视节目上的演唱。

## 曲目列表
- 数字下载

1. 〈淚已流乾〉 – 3:25

- CD single[54]

1. 〈淚已流乾〉 – 3:25
2. 〈淚已流乾〉（伴奏） – 3:25

## 製作名單
整理自Tidal的製作名单。
- 爱莉安娜·格兰德 – 主要聲樂，和聲，創作
- 马克斯·马丁 – 制作，創作，键盘，低音，鼓，打击乐器，伴奏
- 伊利亚 – 制作，創作，键盘，鼓，打击乐器，伴奏
- 沙凡·科提查 – 創作
- 约翰·汉恩斯 – 混音工程
- 萨姆·荷兰 – 工程
- 科里·比奇 – 录音工程协助
- 杰里米·勒托拉 – 录音工程协助
- 塞尔班·根尼阿 – 混音

## 榜单
| 排行榜（2018年）                         | 最高 排名 |
| ---------------------------------------- | --------- |
| 阿根廷（阿根廷百强单曲榜）               | 78        |
| 阿根廷盎格鲁（拉美監控）                 | 2         |
| 澳大利亚（澳大利亚唱片业协会單曲榜）     | 1         |
| 奥地利（Ö3四十强单曲榜）                 | 2         |
| 比利时佛兰德（Ultratop五十强单曲榜）     | 5         |
| 比利时瓦隆（Ultratop五十强单曲榜）       | 13        |
| 巴西（巴西百强电台榜）                   | 99        |
| 巴西串流（Pro-Música）                   | 42        |
| 加拿大（Canadian Hot 100）               | 2         |
| 加拿大（《告示牌》Canada AC）            | 18        |
| 加拿大（《告示牌》Canada CHR）           | 2         |
| 加拿大（《告示牌》Canada Hot AC）        | 7         |
| 哥伦比亚（国家报告）                     | 54        |
| 克罗地亚电台（HRT）                      | 7         |
| 捷克（電台百強單曲榜）                   | 5         |
| 捷克（百強數位單曲榜）                   | 1         |
| 丹麥（Hitlisten单曲榜）                  | 6         |
| 厄瓜多尔（国家报告）                     | 59        |
| 萨尔瓦多（拉美監控）                     | 16        |
| 欧洲（《公告牌》數位歌曲銷售榜）         | 2         |
| 芬兰（芬蘭官方單曲榜）                   | 2         |
| 法国（法国唱片出版业公会）               | 3         |
| 德国（德國官方單曲榜）                   | 2         |
| 希臘（國際唱片業協會希臘分會國際單曲榜） | 1         |
| 匈牙利（四十强电台榜）                   | 15        |
| 匈牙利（四十強單曲榜)                    | 1         |
| 匈牙利（四十強串流榜）                   | 1         |
| 爱尔兰（爱尔兰唱片音乐协会）             | 1         |
| 爱尔兰（媒体森林）                       | 3         |
| 意大利（意大利音乐产业联盟单曲榜）       | 6         |
| 日本（Japan Hot 100）                    | 12        |
| 日本热门海外（《公告牌》）               | 1         |
| 拉脱维亚（拉脱维亚四十强）               | 2         |
| 黎巴嫩（黎巴嫩官方二十强榜）             | 6         |
| 馬來西亞（馬來西亞唱片業協會）           | 1         |
| 墨西哥（《公告牌》墨西哥電台榜）         | 2         |
| 荷兰（荷蘭四十強單曲榜）                 | 2         |
| 荷兰（百强单曲榜）                       | 4         |
| 新西兰（新西兰唱片音乐协会单曲榜）       | 4         |
| 挪威（世道單曲榜）                       | 1         |
| 波蘭（波蘭百大電台榜）                   | 3         |
| 葡萄牙（葡萄牙唱片業協會单曲榜）         | 1         |
| 罗马尼亚（电台100）                      | 77        |
| 蘇格蘭（官方榜单公司單曲榜）             | 2         |
| 新加坡（新加坡唱片業協會）               | 1         |
| 斯洛伐克（電台百強單曲榜）               | 32        |
| 斯洛伐克（百強數位單曲榜）               | 1         |
| 斯洛文尼亚（斯洛五十强）                 | 3         |
| 韩国（Gaon國際單曲榜）                   | 19        |
| 西班牙（西班牙音樂製作協會）             | 9         |
| 瑞典（瑞典最熱榜）                       | 10        |
| 瑞士（瑞士热门音乐榜）                   | 2         |
| 英國（官方榜单公司單曲榜）               | 2         |
| 美国（《告示牌》百大單曲榜）             | 3         |
| 美國（《告示牌》成人當代單曲榜）         | 16        |
| 美國（《告示牌》Adult Pop Airplay）      | 4         |
| 美國（《告示牌》Dance Club Songs）       | 1         |
| 美國（《告示牌》Dance/Mix Show Airplay） | 3         |
| 美國（《告示牌》Pop Airplay）            | 1         |
| 美國（《告示牌》Rhythmic Songs）         | 12        |
| 委内瑞拉（国家报告）                     | 94        |

| 榜单（2018年）                    | 最高 排位 |
| --------------------------------- | --------- |
| 巴西（Pro-Música Brasil流媒体榜） | 33        |

| 榜单（2018年）                           | 排位 |
| ---------------------------------------- | ---- |
| 阿根廷（拉美監控）                       | 94   |
| 澳大利亚（澳大利亚唱片业协会单曲榜）     | 26   |
| 奥地利（Ö3四十強音樂榜）                 | 53   |
| 比利时（Ultratop佛兰德）                 | 17   |
| 比利时（Ultratop瓦隆）                   | 32   |
| 加拿大（Canadian Hot 100）               | 13   |
| 丹麦（Tracklisten）                      | 42   |
| 爱沙尼亚（国际唱片业协会）               | 18   |
| 法国（法国唱片出版业公会单曲榜）         | 86   |
| 德国（德国官方榜单）                     | 61   |
| 匈牙利（四十强电台榜）                   | 64   |
| 匈牙利（四十强单曲榜）                   | 20   |
| 匈牙利（四十强流媒体榜）                 | 20   |
| 冰岛（Plötutíðindi）                     | 5    |
| 爱尔兰（爱尔兰唱片音乐协会单曲榜）       | 10   |
| 日本（Japan Hot 100）                    | 89   |
| 日本（《公告牌》Hot Overseas）           | 5    |
| 日本（《公告牌》Japan Streaming Songs）  | 61   |
| 荷兰（荷兰四十强音乐榜）                 | 9    |
| 荷兰（Mega Top 50）                      | 8    |
| 荷兰（荷兰百强单曲榜）                   | 34   |
| 新西兰（新西兰唱片音乐协会单曲榜）       | 46   |
| 波兰（波兰音像制品协会单曲榜）           | 39   |
| 葡萄牙（葡萄牙唱片业协会单曲榜）         | 40   |
| 斯洛文尼亚（斯洛文尼亚五十强榜单）       | 18   |
| 瑞典（瑞典最热榜）                       | 45   |
| 瑞士（瑞士热门音乐榜）                   | 36   |
| 英国（官方榜单公司单曲榜）               | 9    |
| 美国（Billboard Hot 100）                | 20   |
| 美国（《公告牌》Adult Contemporary）     | 39   |
| 美国（《公告牌》Adult Top 40）           | 16   |
| 美国（《公告牌》Dance Club Songs）       | 23   |
| 美国（《公告牌》Dance/Mix Show Airplay） | 10   |
| 美国（《公告牌》Mainstream Top 40）      | 14   |
| 美国（《公告牌》Radio Songs）            | 16   |
| 美国（《公告牌》Rhythmic）               | 45   |

| 榜单（2019年）                     | 排位 |
| ---------------------------------- | ---- |
| 斯洛文尼亚（斯洛文尼亚五十强榜单） | 37   |

## 销量认证
| 地區                                 | 认证    | 认证单位/销量 |
| ------------------------------------ | ------- | ------------- |
| 澳大利亚（澳大利亚唱片业协会）       | 6× 白金 | 420,000‡      |
| 奥地利（國際唱片業協會奧地利分會）   | 白金    | 30,000‡       |
| 比利时（比利時唱片音樂協會）         | 白金    | 20,000‡       |
| 巴西（巴西唱片業協會）               | 3× 钻石 | 480,000‡      |
| 加拿大（加拿大音乐协会）             | 5× 白金 | 400,000‡      |
| 丹麦（國際唱片業協會丹麥分會）       | 白金    | 90,000‡       |
| 法国（法國唱片出版業公會）           | 钻石    | 333,333‡      |
| 德国（聯邦音樂產業協會）             | 金      | 200,000‡      |
| 意大利（意大利音乐产业联盟）         | 白金    | 50,000‡       |
| 墨西哥（墨西哥音像製品協會）         | 2× 白金 | 120,000‡      |
| 新西兰（新西兰唱片音乐协会）         | 白金    | 30,000‡       |
| 挪威（國際唱片業協會挪威分会）       | 3× 白金 | 180,000‡      |
| 波兰（波蘭音像製造商協會）           | 4× 白金 | 80,000‡       |
| 葡萄牙（葡萄牙唱片業協會）           | 白金    | 10,000‡       |
| 西班牙（西班牙音樂製作協會）         | 白金    | 40,000‡       |
| 英国（英国唱片业协会）               | 3× 白金 | 1,970,000     |
| 美国（美國唱片業協會）               | 6× 白金 | 6,000,000‡    |
| 流媒体                               |         |               |
| 瑞典（瑞典唱片業協會）               | 3× 白金 | 24,000,000†   |
| ‡僅含認證的+實際銷量 †僅含認證的銷量 |         |               |

## 发行历史
| 区域   | 日期          | 形式             | 唱片公司 | 参文    |
| ------ | ------------- | ---------------- | -------- | ------- |
| 全球   | 2018年4月20日 | 数字下载 串流    | 联众     | [ 161 ] |
| 美国   | 2018年4月23日 | 热门成人当代电台 | 联众     | [ 14 ]  |
| 美国   | 2018年4月24日 | 当代流行电台     | 联众     | [ 16 ]  |
| 美国   | 2018年4月24日 | 节奏当代电台     | 联众     | [ 15 ]  |
| 意大利 | 2018年4月27日 | 当代热门电台     | 环球     | [ 162 ] |
| 德国   | 2018年6月15日 | CD单曲           | 环球     | [ 163 ] |